# 中国历代治世
中国歷代治世，包含在中国歷史上出現過的治世或盛世。
受到後世公認的盛世有三次，即西漢的「文景之治」到「漢武盛世」，唐代從「貞觀之治」到開元、天寶時的盛世，以及清代的「康乾盛世」。此外，還有認同度不高的明代「仁宣之治」。其中漢朝与唐朝之盛世又被合称为漢唐盛世。

## 夏商周时期
- 少康中兴（夏朝，？-？），少康起兵杀死了寒浞，复兴夏朝。
- 盘庚中兴（商朝，约前1300年 - 约前1292年），盘庚迁都殷，使商朝呈現社会稳定。
- 武丁之治（商朝，约前1250年 - 约前1190年），商朝的极盛时期。
- 成康之治（周朝，約前1043年－約前1005年），平定管蔡之乱，实行封建制度，讨伐外族；成康时期，社会繁荣，经济发达。到了昭穆時期，國力擴展，開拓疆土，奠定中國基礎版圖。
- 宣王中兴（周朝，约前828年 - 约前797年），周宣王整顿政务，周朝从周厉王的暴政中恢复，王室的威信提高，社会稳定。

## 漢朝时期
- 文景之治（漢朝，前180年－前141年），漢文帝和漢景帝在位时期的治世，期間繼續對匈奴採和親政策。
- 漢武盛世（漢朝，前141年－前87年），汉武帝在位时期，反击匈奴、开通西域、中央集权，西汉王朝的鼎盛时期。
- 昭宣中兴（漢朝，前87年－前49年），漢昭帝和漢宣帝在位其間的治世，由霍光主持的休養生息政策，期間停止對匈奴用兵。西域都护府设立。
- 光武中興（漢朝，25年－57年），東漢光武帝時期的治世，亦稱建武之治。
- 明章之治（漢朝，57年－88年），汉明帝和汉章帝时期的治世，期間南匈奴向漢室稱臣。
- 永元之隆（漢朝，92年-105年），汉和帝时期东汉王朝到达鼎盛，北匈奴被汉朝击败。

## 魏晋南北朝时期
- 太康之治（晉朝，280年-289年），晋武帝灭吴，统一全国之后，西晋出现了短暂的稳定局面，经济和农业得以恢复。
- 元嘉之治（南朝劉宋，424年-450年），南朝刘宋的宋文帝在位期间，政治清明，并推行改革，南方出现了安定的局面。
- 孝文改革（北魏，471年-499年），北魏孝文帝推行全面汉化改革，北魏出现了文化和政治上的繁荣，但也为它后来的分裂埋下了隐患。
- 永明之治（南朝南齊，482年-493年），南朝齐武帝和北朝修好，停止了大规模的战争，对内提倡教育，整饬吏治，南齐出现稳定局面。
- 梁武之治（南朝梁朝，502年－549年），梁武帝在位期间，南方梁朝出现的安定局面。但梁武帝过度信佛，虽导致佛教繁荣，却也增加了赋税负担，为后来的侯景之乱埋下了祸根。
- 天嘉小康（南朝陳朝，559年-566年），陈文帝在位期间南方陈朝出现的富裕局面，江南的经济从侯景之乱中得以恢复。

## 隋唐时期
- 开皇之治（隋朝，581年－604年），隋文帝在位开创的治世，政治安定、社会民生富庶、人民安居乐业。
- 武德之治（唐朝，618年－626年），唐高祖在位开创的治世，政治安定、社会民生富庶、人民安居乐业。
- 贞观之治（唐朝，626年－649年），唐太宗虚心纳谏，改革内政，发展生产。
- 永徽之治（唐朝，649年－683年），唐高宗在位時期，大体继续太宗时期的施政方针，唐朝彊域達到最鼎盛的時期。
- 武周治世（武周，683年－705年），武则天在位時期，时期延續高宗時期的施政方針。
- 开元盛世（唐朝，712年－755年），唐玄宗在位時期，唐朝国力达到全盛，但晚年引发安史之亂，之後國力中衰。
- 元和中興（唐朝，805年 - 820年），唐宪宗在位时期，暂时稳定了各地藩镇割据局面，河朔三镇节度使名义上归顺朝廷，唐朝进入了安史之乱以后的一段稳定局面。
- 会昌中兴（唐朝，840年 - 846年），唐武宗在位时期，进行了一系列改革，打压佛教以增加政府的税收，巩固了朝廷的威信。
- 大中之治（唐朝，846年－859年），唐宣宗於中唐时期的治世，内部相对稳定，平息党争，外部有归义军收复河西的部分地区。

## 宋元時期
- 建隆之治（宋朝，960年－976年），宋太祖在位時期，發動北宋統一戰爭，在位期間統一除北漢以外的五代十國。
- 景宗中興（遼國，969年-982年），辽景宗在位期间推行契丹的汉化改革，为辽朝开启了一段中兴局面。
- 咸平之治（宋朝，997年－1022年），宋真宗在位時期，與遼朝的遼聖宗達成澶淵之盟，達致宋遼百年和平。
- 太平之治（遼國，1021年-1031年），辽圣宗在位的最后十年，辽朝国力达到极盛。
- 仁宗盛治（宋朝，1022年-1063年），宋仁宗在位期间，宋朝达到全盛时期。
- 崇仁之治（西夏，1086年-1193年），夏崇宗和夏仁宗在位期间，西夏达到全盛时期。
- 乾淳之治（宋朝，1162年－1189年），宋孝宗在位時期，與金朝的金世宗達成隆興和議，達致宋金數十年和平。
- 大定之治（金國，1161年—1189年），金世宗在位时期，与宋朝達成隆興和議，革除弊政，国库充盈，被称为“北国小尧舜”。
- 明昌之治（金國，1189年－1208年），金章宗在位時期，繼承金世宗的大定盛世，金國國力到達頂峰，為當時東亞最強盛的國家。
- 至元盛世（元朝，1271年—1294年），元世祖在位期間，統一全國，定立漢制，推行漢法，進行政治經濟改革，國力達到頂峰。
- 大德之治（元朝，1295年－1307年），元成宗在位期間，平定叛亂，確立儒學統治地位，停止征戰，減稅發展生產，社會進入穩定發展。

## 明清时期
- 洪武之治（明朝，1368年－1398年），明太祖在位时期的治世。
- 永乐盛世（明朝，1402年－1424年），明成祖在位时期征讨蒙古、越南，修理内政，国力强盛，国力达到顶峰。
- 仁宣之治（明朝，1424年－1435年），明仁宗、明宣宗在位时期，继续平稳，國家持續發展。
- 弘治中兴（明朝，1487年-1505年），明孝宗在位期间，明朝进入了中期的富裕、安定时期。
- 嘉靖中兴（明朝，1521年-1542年），明世宗在位期间，嘉靖帝厲精圖治，明朝平穩發展。
- 隆慶新政（明朝，1567年－1572年），明穆宗在位時期，俺答封贡，政策方面有隆庆开关。
- 万历中兴（明朝，1573年 - 1582年），明神宗在位的早期阶段，张居正改革让财政收入增加，边境和内部都比较稳定。但明神宗在位后期，长期不理政务，导致明朝在中兴之后迅速衰落。
- 康乾盛世（清朝，又称“康雍乾盛世”），是清朝从康熙中期到乾隆中期经济繁荣的局面，亦可指從康熙元年（1662年）到嘉慶四年（1799年）這一段時期[參⁠ 3]，在該段時期，清朝的国力达到鼎盛，局勢較為穩定，人民生活得到改善，國家財富有所積累，國防力量也相對強大，整個社會在政治、經濟和文化上都處於上升狀態，時間跨度134年，是清朝统治的最高峰[參⁠ 4]，其繁華富裕的程度也在中國歷史上亦有相當地位，是中國歷史上最輝煌的時期之一[參⁠ 5][參⁠ 6][參⁠ 7]。
- 同光中兴（清朝，1864年-1894年），同治在位时期及光绪在位的前期，清朝学习西方，引进外资，施行洋务运动，国力相对提升，并建立了北洋水师、在镇南关击败法军、在西北平息了叛乱。

## 爭議
中國歷史學家白壽彝認為明朝永樂盛世「被當時的人民群眾斷然否定」以及「唐賽兒起義是人民群眾對永樂太平盛世的斷然否定，是對朱棣『以愛民為本』的統治的恰當評價。」
部分学者对清朝康乾盛世是否真的存在尚存争议。有說法認為虽被称为盛世，但是纵观此时期几乎是民变迭起，而且规模也愈来愈大，特别是后期爆发的苗民起义与白莲教大起义给予了清朝统治以有力的打击，使清朝从此陷入风雨飘摇，認為在一定程度了否定了盛世的说法。然而歷史學家歐陽泰（Tonio Andrade）指出，從約1300年到1750年，中國和歐洲發生的戰爭數目大致相當，1750年後至1839年可被稱為「清朝大和平時期」，儘管該段時期民變不斷，且當中有些民變規模甚大，但是也比1200年後的中國歷代朝代的戰事少。亦有說法認為「盛世有阴影，衰世也有希望」，盛世不是「美哉善哉，萬事大吉。」在康雍乾時期，自三藩之亂平定之後，中原地區就沒有戰爭，國內也沒有長期和大型的戰爭，社會上就沒有大規模的破壞，因此社會安定，經濟得以快速發展。《哈佛中国史》等著作将晚明到整个18世纪康乾盛世的发展称为中华帝国的第二次商业革命，比宋朝时发生的第一次商业革命转型幅度更大，其中商业化扩散至地方乡村社会的情况达到前所未有的地步，并认为清朝中期的中国大概是全世界最商业化的国家。